# Нью-Йорк Рейнджерс
«Нью-Йорк Рейнджерс» (укр. Рейнджери Нью-Йорка, англ. New York Rangers) — заснована у 1926 професіональна хокейна команда розташована на острові Мангеттен у місті Нью-Йорк. «Нью-Йорк Рейнджерс» одна із шести найстарших команд у Національній хокейній лізі. Команда є членом Столичного дивізіону, Східної конференції, Національної хокейної ліги.
Домашнє поле для «Нью-Йорк Рейнджерс» — Медісон-сквер-гарден.
«Рейнджерс» виграли хокейний трофей Кубок Стенлі у 1928, 1933, 1940 і 1994 роках.
З 1996 по 2007 роки віце-президентом клубу був відомий в минулому гравець «Рейнджерс» Дон Мелоуні.

## Капітани команди
- Білл Кук, 1926—1937
- Арт Култер, 1937—1942
- Ергардт Геллер, 1942—1945
- Ніл Колвілл, 1945—1948
- Бадді О'Коннор, 1949—1950
- Аллан Стенлі, 1951—1953
- Дон Релей, 1953—1955
- Гаррі Говелл, 1955—1957
- Джордж Салліван, 1957—1961
- Енді Бетгейт, 1961—1964
- Каміль Анрі, 1964—1965
- Боб Невін, 1965—1971
- Вік Гетфілд, 1971—1974
- Бред Парк, 1974—1975
- Філ Еспозіто, 1975—1978
- Дейв Мелоуні, 1978—1980
- Волт Ткачук, 1980—1981
- Баррі Бек, 1981—1986
- Рон Грешнер, 1986—1987
- Келлі Кісіо, 1987—1991
- Марк Мессьє, 1991—1997
- Браєн Літч, 1997—2000
- Марк Мессьє, 2000—2004[1]
- Яромир Ягр, 2006—2008
- Кріс Друрі, 2008—2011
- Раєн Келлаген, 2011—2014
- Раєн Мак-Донаф, 2014 —

## Відомі гравці
- Вілберт Гіллер
- Іван Ірвін
- Оскар Обюшон
- Чинг Джонсон
- Дейв Керр
- Бан Кук
- Нік Мікоскі
- Пол Томпсон
- Алекс Шибицький
- Майк Макмейгон (молодший)
- Джим Моррісон
- Вейн Ріверс
- Корі Поттер
- Чарлі Сендс
- Гел Вінклер
- Майк Аллісон
- Лео Буржо
- Біллі Бойд
- Джефф Брубейкер
- Браян Каллен
- Арні Браун
- Джеррі Фолі
- Алекс Грей